# مهرداد صداقت
مهرداد صداقت، (زادهٔ 2 مهر 1352 تهران)، از فعالانِ سیاسیِ اصلاح‌طلب،  عضو شورای مرکزی حزب همبستگی دانش آموختگان ایران  از سال 1400 تاکنون بوده است. 
او از سال 1398 تا 1400  بازرس حزب همبستگی دانش آموختگان ایران بوده است. 
هم اکنون او مشاور مدیر عامل گروه ملی و صنعتی فولاد ایران می‌باشد.
همچنین او مدیر مسئول و سردبیر پایگاه خبری مخاطب24 می‌باشد

## زندگی‌نامه
او در 2 مهر 1352 به دنیا آمد. پدرش یدالله صداقت که اصالتا دامغانی و از شاغلین نیروی هوایی ایران در جنگ ایران و عراق و سالها معاون پشتیبانی شرکت هواپیمایی آریا بوده است. 
دانش آموخته مهندسی صنایع از دانشگاه آزاد اسلامی واحد جنوب تهران در سال 1376 بوده  و سالها به عنوان مدیر در صنایع نفت، گاز و پتروشیمی و صنایع فولادی و نیروگاهی  فعالیت کرده است.

## مقالات

### پاره‌ای از مقالات مهرداد صداقت
چالش‌ها و فرصت‌های بازار جهانی فولاد در ۲۰۲۵
عوامل موثر بر قیمت فولاد و آهن آلات
معرفی انواع محصولات فولادی و کاربرد آنها

## مصاحبه ها:
پتانسیل‌های صنعت فولاد کشور جهت جایگزینی نفت در سبد صادرات ایران
بررسی مشکلات، چالش‎ها و راهکارهای توسعه آژانس‎های هواپیمایی کشور

## در رسانه ها:
ایلنا
مخاطب24
پایگاه خبری تولید و اقتصاد
روزنامه آرمان امروز
ستاره صبح
پایگاه خبری اندیشه معاصر

### انتخابات دورهٔ چهاردهم ریاست‌جمهوری
مهرداد صداقت در چهاردهمین انتخابات ریاست‌جمهوری ایران عضو ستاد مرکزی کمیته احزاب مسعود پزشکیان در کشور بود.

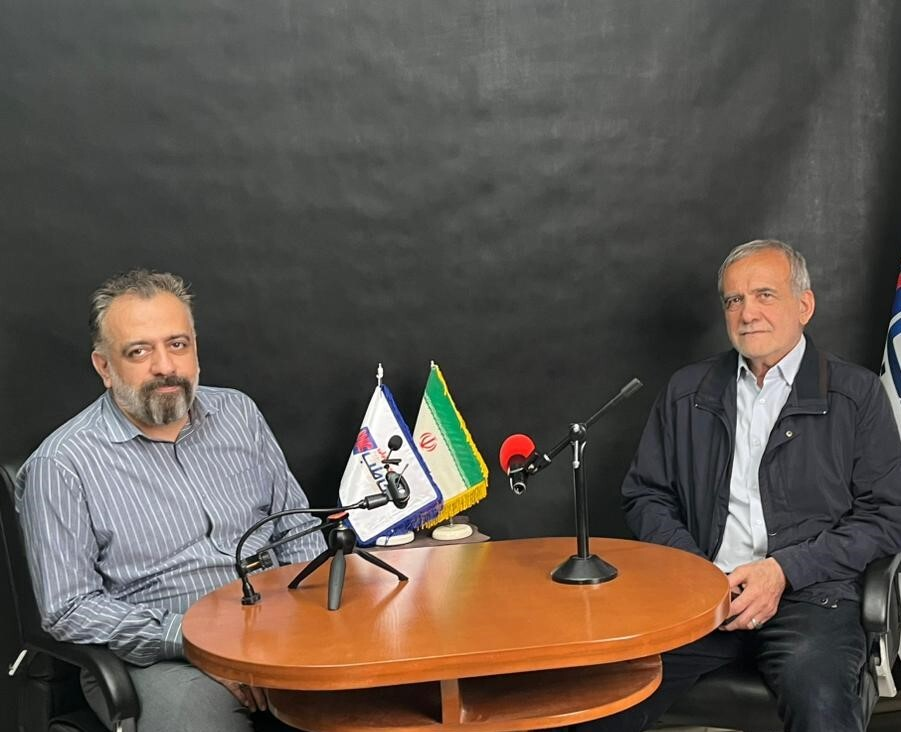

1. ↑  mokhatab24، پايگاه خبری، تحلیلی مخاطب۲۴ | (۱۴۰۳/۱۰/۲۵ - ۱۳:۱۱). «مراسم معارفه مدیرعامل جدید گروه ملی صنعتی فولاد ایران در محل شرکت برگزار شد». fa. دریافت‌شده در 2025-07-17. تاریخ وارد شده در |تاریخ= را بررسی کنید (کمک)
2. ↑  mokhatab24، پايگاه خبری، تحلیلی مخاطب۲۴ | (۱۴۰۰/۰۶/۲۷ - ۲۱:۵۴). «پروانه انتشار پایگاه خبری مخاطب۲۴ صادر شد». fa. دریافت‌شده در 2025-07-17. تاریخ وارد شده در |تاریخ= را بررسی کنید (کمک)